# Karina Krawczyk
Pour les articles homonymes, voir Krawczyk.
Karina Krawczyk, née à Gdańsk en Pologne le 5 août 1971, est une actrice allemande.

## Filmographie partielle
au cinéma
- 2011 : Le Souvenir de toi : Roza
- 2007 : Le Secret de Paula
- 1999 : Bang Boom Bang

à la télévision
- 1998 : En quête de preuves (série télévisée, 1994)
- 2015 : SOKO Wismar